# Hyposoter affinis
Hyposoter affinis là một loài tò vò trong họ Ichneumonidae.